# Hans Gmelin (Politiker)
Hans Georg Oskar Gmelin (* 17. Oktober 1911 in Tübingen; † 23. Juli 1991 ebenda) war ein deutscher Jurist. Gmelin war in der Zeit des Nationalsozialismus von 1941 bis 1945 Gesandtschaftsrat an der deutschen Gesandtschaft in der Slowakei und nach Kriegsende von 1954 bis 1975 parteiloser Oberbürgermeister der Stadt Tübingen.

## Leben
Der Sohn des Amtsgerichtsdirektors Oskar Gmelin war von 1923 bis 1931 Mitglied im rechtsgerichteten, paramilitärischen Jungdeutschland-Bund. 1931 wechselte Gmelin zur Jugendorganisation des antirepublikanischen Stahlhelms. Nach eigenen, späteren Angaben hatte Gmelin sich „auf Grund von Familientradition und Erziehung früh nationalen und patriotischen Gedankengängen zugewendet“. Gmelin studierte von 1930 bis 1934 Rechtswissenschaft in Tübingen und München. In Tübingen schloss er sich 1930 der Verbindung Normannia an.

### Nach der nationalsozialistischen „Machtergreifung“
Nach der nationalsozialistischen „Machtergreifung“ trat Gmelin im Oktober 1933 der SA bei; nach Aufhebung der Aufnahmesperre trat er zum 1. Mai 1937 der NSDAP bei (Mitgliedsnummer 3.972.653). Drei Jahre zuvor hatte er sich als Hilfsredner für die Tübinger NSDAP-Kreisleitung betätigt. In der SA wurde Gmelin – zunächst SA-Obersturmführer – mehrfach befördert, zuletzt 1943 zum SA-Standartenführer. In der Tübinger SA fungierte er 1933 und 1934 als Wehrsport- und Schießreferent; 1936 wurde er als „Führer des Siegessturms im Reichsgepäckmarsch“ ausgezeichnet. Von 1933 bis 1934 war Gmelin Mitglied im NS-Studentenbund; dann wechselte er in den NS-Rechtswahrerbund. Nach dem Assessorexamen 1937 arbeitete Gmelin zunächst in der Stuttgarter Justizverwaltung, ab 1938 als Hilfsreferent im Reichsjustizministerium. 1939 wechselte er als Landgerichtsrat nach Freiburg im Breisgau; in dieser Zeit war er für drei Monate beurlaubt, um Führungsaufgaben in der dortigen SA-Standarte zu übernehmen.
Während der sogenannten Sudetenkrise – der Auseinandersetzung zwischen der Tschechoslowakei und dem Deutschen Reich um das Sudetenland – war Gmelin vom 19. September bis zum 15. Oktober 1938 Führer der Kompanie „Hanns Ludin“ im Sudetendeutschen Freikorps. Das überwiegend aus geflüchteten Sudetendeutschen gebildete Freikorps wurde von der SA betreut und provozierte im Grenzgebiet Zwischenfälle: Tschechische Zollstationen, Patrouillen und militärische Einrichtungen wurden überfallen; 150 Menschen wurden getötet. Gmelin nahm an der Besetzung des Sudetenlandes teil.

### Gesandtschaftsrat in der Slowakei
Im Januar 1941 wechselte Gmelin an die Deutsche Gesandtschaft Preßburg in der Slowakei. Die Erste Slowakische Republik war ein formell unabhängiger Staat, faktisch jedoch stark vom Deutschen Reich abhängig. Deutscher Bevollmächtigter in der Slowakei war Hanns Ludin, den Gmelin aus der Stuttgarter SA kannte. Gmelin wurde Ludins Adjutant und war zuständig für Organisation und Personalwesen, die Protokollabteilung und arbeitete zudem als „Volkstumsreferent“ und als Berater für Studentenfragen. Zunächst Legationssekretär, wurde Gmelin 1942 zum Gesandtschaftsrat ernannt. Im August 1942 war Gmelin an Verhandlungen über die Werbung ausländischer „Freiwilliger“ für die Waffen-SS in der Slowakei beteiligt. Nach Angaben Ludins wurde bei den Werbungen „ein erheblicher moralischer Druck auf jeden Einzelnen ausgeübt“. Gmelin hielt zudem Verbindung mit Franz Karmasin, der sich als „Führer“ der Karpatendeutschen nur widerstrebend in den slowakischen Staat einordnen wollte.
Nach der Gründung der Slowakei im März 1939 war – unterstützt durch deutsche Berater – durch antijüdische Gesetze und Verordnungen die Entrechtung und Enteignung der Juden eingeleitet worden. Im September 1941 übernahm die Slowakei die nationalsozialistische Definition dafür, wer „Jude“ sei. Zu den slowakischen Maßnahmen gehörten Enteignungen, Ausgangssperren, Kennzeichnungspflicht durch gelbe Armbinden mit dem „Judenstern“ (Davidstern) sowie Versammlungsverbote. Gmelin bezog 1944 ein „arisiertes“ Haus in Preßburg.
In seiner Position als Gesandtschaftsrat war Gmelin auch an der „Endlösung der Judenfrage“ in der Slowakei beteiligt, durch die etwa 59.000 slowakische Juden zwischen März und November 1942 in die Vernichtungslager Auschwitz, Treblinka und Sobibor deportiert und dort größtenteils umgebracht wurden. Dabei arbeitete er mit dem „Judenberater“ der Gesandtschaft, Dieter Wisliceny, eng zusammen. Gmelins Paraphe ist auf einem Fernschreiben der Preßburger Gesandtschaft an das Auswärtige Amt vom 26. Juni 1942 zu finden, in dem es heißt:

„Die Durchführung der Evakuierung der Juden aus der Slowakei ist im Augenblick auf einem toten Punkt angelangt. Bedingt durch kirchliche Einflüsse und durch die Korruption einzelner Beamter haben etwa 35.000 Juden Sonderlegitimation erhalten, auf Grund derer sie nicht evakuiert zu werden brauchen. Die Judenaussiedlung ist in weiten Kreisen des slowakischen Volkes sehr unpopulär.“

Die Slowakei zahlte je „ausgesiedeltem“ Juden 500 Reichsmark. Gmelin machte in diesem Zusammenhang gegenüber dem slowakischen Außenministerium Kosten geltend, „die vorläufig aus der anfänglich nur geringen Arbeitsleistung der Juden nicht gedeckt werden können, da sich die Umschulung erst nach einiger Zeit auswirken wird und da nur ein Teil der abbeförderten und noch abzubefördenden Juden arbeitsfähig ist.“ Gmelins Namenskürzel findet sich auch auf Schriftstücken, die die Ankunft Adolf Eichmanns oder Besprechungen mit Eisenbahnern betreffen, sowie auf Schriftverkehr mit dem Reichssicherheitshauptamt zur Deportation der Juden. Zudem nahm Gmelin an Besprechungen bei Ludin teil, bei der zwei Noten des Vatikans an die slowakische Regierung thematisiert wurden. In diesen Noten war von der Vernichtung der Juden die Rede.
Während des Slowakischen Nationalaufstandes war Gmelin im September 1944 der Verbindungsmann der Gesandtschaft zum ebenfalls aus Württemberg stammenden SS-Obergruppenführer Gottlob Berger. Berger leitete anfänglich die Niederschlagung des Aufstandes. Für seine Bemühungen bei der Partisanenbekämpfung wurde Gmelin mit dem Eisernen Kreuz ausgezeichnet.

### Internierung und Entnazifizierung
Bei Kriegsende wurde Gmelin am 7. Mai 1945 gefangen genommen. Die folgenden 44 Monate verbrachte er in amerikanischen und französischen Internierungslagern. 1948 war er Zeuge im Nürnberger Wilhelmstraßen-Prozess. Vor Gericht sagte Gmelin unter anderem über die Note des Vatikans an die Slowakei über die Vernichtung der Juden aus: Das Berliner Auswärtige Amt habe mitgeteilt, dass die Behauptungen nicht zuträfen. Gmelin gab in Nürnberg zudem an, nach dem Slowakischen Nationalaufstand auf Bitten der Bevölkerung beim Einsatzgruppenführer Josef Witiska interveniert zu haben, teilweise erfolgreich.
In Gmelins Entnazifizierungsverfahren wurden diese Angaben von einem Mitarbeiter des slowakischen Präsidialamtes bestätigt: Gmelin habe die Freilassung von 200 Häftlingen erreicht. Gmelin selbst sagte aus, er sei auf Grund seiner Interventionen ab 1944 nicht mehr befördert worden. Zu seiner politischen Sozialisation machte er folgende Angaben:

„Als ich in ein Alter kam, in dem sich mein politisches Urteil und meine politische Überzeugung gebildet hat, war das politische Leben in Deutschland bereits in die Sogwirkung der extremen Parteien gekommen, und für einen jungen Menschen gab es praktisch nur noch die Wahl zwischen extrem rechts und extrem links.“

Gmelin wurde als „Mitläufer“ eingestuft. Erst in höherem Alter bezeichnete Gmelin sich öffentlich als Mitglied der „Tätergeneration“.

### Oberbürgermeister von Tübingen
Am 24. Oktober 1954 wurde Gmelin mit 54,8 % der Stimmen als Parteiloser zum Oberbürgermeister von Tübingen gewählt. Er setzte sich dabei gegen den Amtsinhaber Wolfgang Mülberger durch. Bei einer Kandidatenvorstellung im Vorfeld der Wahl hatte sich Gmelin – im Widerspruch zu seinem letzten Rang als SA-Standartenführer – als „Führer eines SA-Studentensturms und einer SA-Sportmannschaft“ bezeichnet.
Der Tübinger Theologieprofessor Gerhard Ebeling kommentierte die Wahlentscheidung in einem Leserbrief an das Schwäbische Tagblatt mit den Worten: „Die Tübinger Bürgerschaft hat bei der Oberbürgermeisterwahl in ihrer Mehrheit einem Kandidaten die Stimme gegeben, dessen frühere Rolle als nationalsozialistischer Funktionär allgemein bekannt war. Sie hat damit den Beweis erbracht, daß für sie Bedenken in dieser Hinsicht zumindest nicht maßgebend sind, wenn nicht gar für einen erheblichen Teil der Wähler solche Vergangenheit eine Empfehlung bedeutet.“ Der Tübinger Verleger Hans Georg Siebeck (siehe Mohr Siebeck Verlag#1930–1960er Jahre) schrieb in einem Leserbrief an das Tagblatt: „Herr Gmelin wird kaum behaupten können, daß ihm seine Tätigkeit in der Slowakei nicht Einblick in Dinge gewährt hätte, die heute jeden anständigen Deutschen mit Scham und Schauder erfüllen.“
Hingegen ließ der durch seine Tätigkeiten im Nationalsozialismus belastete Tübinger Philosoph und Schriftsteller Theodor Haering für die Mehrheit folgenden schwäbischen Reim im Tagblatt veröffentlichen: „Strich drom dronter! Fertig isch! / Vorwärts! Schritt vor Schritt! / Gmelin, zeig jetz, was Du bisch! / Mir dean älle mit!“ („Strich drum drunter! / Fertig ist! / Vorwärts! Schritt für Schritt! / Gmelin, zeig jetzt, was Du bist! / Wir tun alle mit!“)
Gmelins Amtszeit war geprägt vom Wachstum der Stadt und ihrer Universität: Auch bedingt durch Eingemeindungen Anfang der 1970er-Jahre wuchs die Einwohnerzahl der Stadt in seiner Amtszeit von 46.000 auf 71.000 Einwohner; die Zahl der Studenten stieg von rund 5000 auf knapp 16.000. Der jährliche Etat der Stadt Tübingen – anfänglich im Umfang von 18,3 Millionen DM – überstieg 1971 erstmals die Summe von 100 Millionen DM. Gmelin „gilt als der eigentliche Promotor der Generalverträge“, die das Land Baden-Württemberg 1962 mit seinen Universitätsstädten abschloss und die der Stadt Tübingen in Gmelins Amtszeit 52 Millionen DM zusätzliche Mittel zur Finanzierung von Infrastrukturmaßnahmen zur Verfügung stellten. Gmelins Verhältnis zur Tübinger Universität wird als „eher von Zurückhaltung als von Herzlichkeit bestimmt“ beschrieben.
Anfang der 1960er Jahre zeigte Gmelin einen 15-jährigen Zeichnerlehrling in der Tübinger Stadtverwaltung wegen vermuteter Homosexualität an. „Das Städtische Personalamt hat in meinem Auftrag am 27. September 1961 der Landes-Kriminal-Hauptstelle Tübingen einen Brief übergeben, der von dem beim Stadtplanungsamt beschäftigten Zeichnerlehrling Helmut Kress abgefasst und an Helmut S. adressiert war. Nach dem Inhalt des Briefes könnte eine strafbare Handlung gemäß Paragraph 175 Strafgesetzbuch beabsichtigt gewesen sein.“ Anlass war ein Brief, den Kress in der Schublade seines Schreibtischs im Planungsamt aufbewahrte. Kress beschrieb den Inhalt als „eine Schwärmerei für einen jungen Mann, den ich über eine meiner Schwestern öfters gesehen hatte“. In dem Schreiben sei nichts Sexuelles vermerkt gewesen. Unter Verletzung des Briefgeheimnisses wurde das Schreiben an den Bürgermeister weitergegeben, der, ohne mit dem Jugendlichen und dessen Eltern zu sprechen, die Kriminalpolizei einschaltete. Der 15-Jährige wurde in Handschellen von seinem Arbeitsplatz abgeführt und am 2. Februar 1962 „wegen fortgesetzter Unzucht unter Männern“ nach Paragraph 175 Strafgesetzbuch und Paragraph 3 Jugendgesetz zu zwei Wochen Jugendarrest verurteilt, die er im ehemaligen Zuchthaus in Oberndorf am Neckar in fensterloser Einzelhaft absitzen musste. Seine Lehre im Tübinger Planungsamt wurde am 13. April 1962 angeblich „im gegenseitigen Einvernehmen“ beendet. Dokumentiert ist das alles in der Personalakte von Helmut Kress, die erst 2016 im Tübinger Stadtarchiv entdeckt wurde; die Gerichtsakte ist dagegen verschwunden. Hans Gmelins Tochter Herta Däubler-Gmelin, die spätere Bundesjustizministerin, hat Helmut Kress inzwischen ihr Bedauern ausgesprochen.
Seit 1961 war Gmelin Ehrensenator der Universität. Sein besonderes Anliegen war die deutsch-französische Freundschaft, 1966 wurde er Ehrenbürger der Tübinger Partnerstadt Aix-en-Provence. Gmelin blieb bis zum 3. Januar 1975 im Amt; bei der Bürgermeisterwahl 1962 entfielen auf ihn als einzigen Kandidaten 98,6 % der Stimmen bei 52 % Wahlbeteiligung. Im Amt des Oberbürgermeisters folgte ihm Eugen Schmid nach.
1974 wurde Gmelin das Große Bundesverdienstkreuz verliehen.

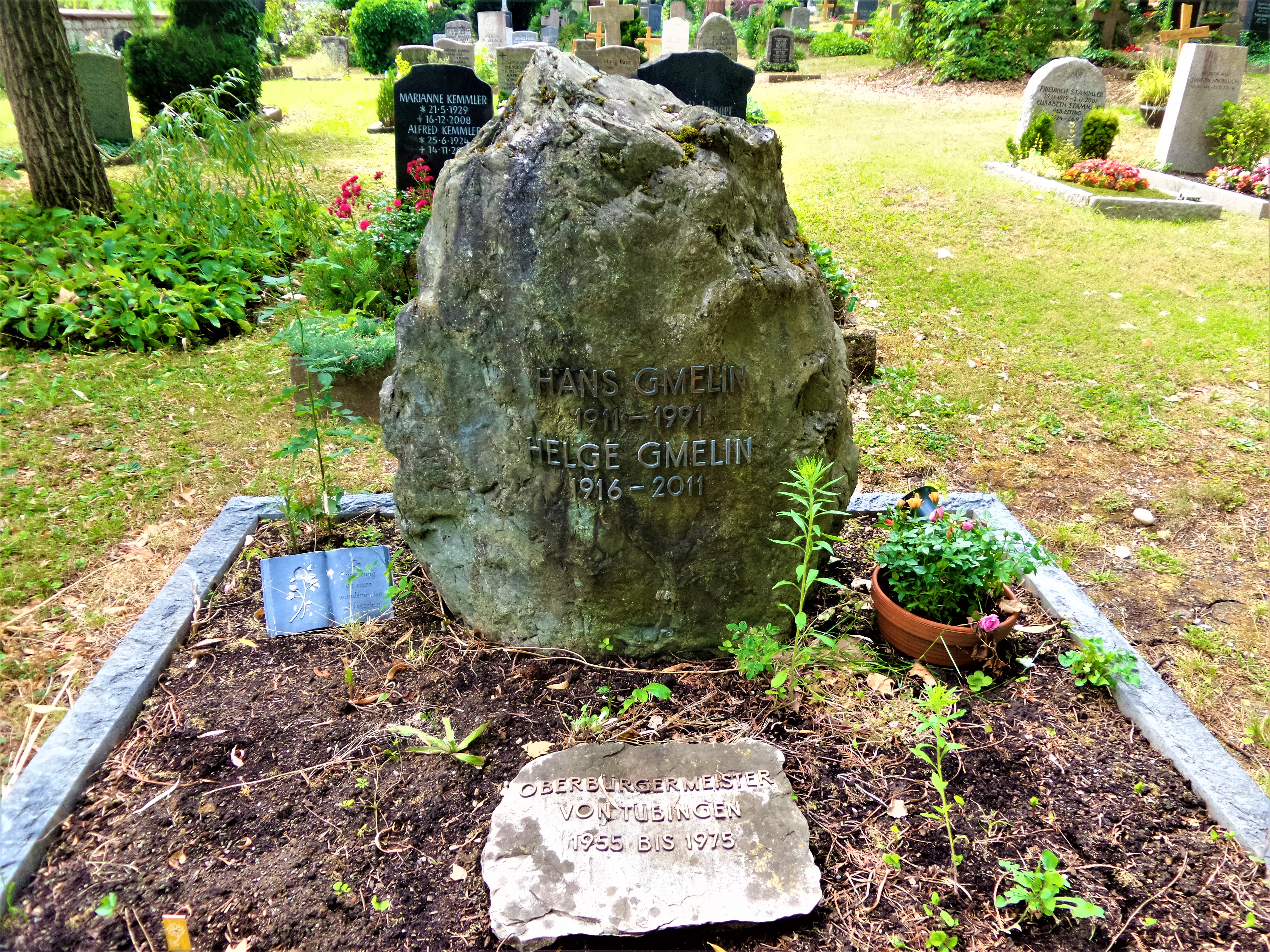
Grab auf dem Stadtfriedhof Tübingen

1975 wurde ihm die Ehrenbürgerwürde der Stadt Tübingen verliehen. 2017 forderte die VVN/BdA-Kreisvereinigung Tübingen-Mössingen den Gemeinderat auf, Gmelin wegen seiner Nazivergangenheit kurzfristig aus der Liste der Ehrenbürger zu streichen. Unterstützt wurde der Antrag von Gemeinderatsfraktion Tübinger Linke (TÜL)/Die Linke und der SPD-Gemeinderatsfraktion. Die Nazivergangenheit Gmelins war lange bekannt und wurde nun genauer erforscht. Seit September 2011 liegt der Stadtverwaltung über Gmelin der Aufsatz Vom Nazi-Diplomaten zum Nachkriegsoberbürgermeister: Hans Gmelin und die Vergangenheit, die nicht vergeht von Jens Rüggeberg vor. 2017 verfasste der Historiker Niklas Krawinkel mit einem Stipendium der Stadt Tübingen eine Dissertation über Gmelin, stellte deren Ergebnisse im Juli 2017 im Tübinger Gemeinderat vor und veröffentlichte Teile seiner Forschungsergebnisse separat. Krawinkel fand heraus, dass Gmelin nach dem Zweiten Weltkrieg dank seiner Verbindungen zum damaligen Innenminister von Württemberg-Hohenzollern einen sogenannten Persilschein bekam. Am 5. März 2018 erkannte der Tübinger Gemeinderat auf Antrag aller Fraktionen Hans Gmelin die Ehrenbürgerwürde, die juristisch ohnehin mit dem Tod erlischt, als politisches Zeichen einstimmig ab. In der Gemeinderatsvorlage zur Aberkennung heißt es unter anderem: „Nach 1945 und insbesondere in seiner Amtszeit als Tübinger OB unterstützte Gmelin andere NS-Belastete, darunter verurteilte Kriegsverbrecher, bei ihrer gesellschaftlichen Reintegration.“
Von 1961 bis 1975 war Hans Gmelin Präsident des Württembergischen Landessportbundes. Er war bis 1982 Vizepräsident sowie im April und Mai 1974 geschäftsführender Präsident des Deutschen Sportbundes.

## Familie
Gmelin war ab 1939 mit Helge Gmelin, geborene Jordan, verheiratet, der Tochter des Tübinger Buchhändlers und ehemaligen Marineoffiziers Richard Jordan (siehe Buchhandlung Osiander#Seit 1920 Familie Jordan / Riethmüller). Aus der Ehe gingen vier Kinder hervor, unter anderem die SPD-Politikerin Herta Däubler-Gmelin. Hans Gmelin war der Bruder von Ulrich Gmelin.